# 紀の川河口大橋
紀の川河口大橋（きのかわかこうおおはし）は、紀の川に架かる和歌山県道148号和歌山港北島線の桁橋である。かつては、和歌山県道路公社が管理する有料道路であった。
和歌山県和歌山市湊五丁目（湊地区）と同市湊（砂山地区）とを結び、橋長は521.3 m（メートル）である。1992年（平成4年）1月31日に開通した。

## 概要
- 形式 - 鋼5径間連続箱桁橋
- 橋格 - 1等橋 (TL-20)
- 橋長 - 521.300 m
  - 支間割 - (86.700 m + 3×113.500 m + 92.500 m)
- 幅員
  - 総幅員 - 11.290 m
  - 有効幅員 - 10.250 m
    - 車道 - 7.750 m
    - 歩道 - 片側2.500 m
- 床版 - 鋼床版
- 総鋼重 - 2443 t
- 最急縦断勾配 - 6.0 %
- 施工 - 松尾橋梁[注釈 1]・高田機工・酒井鉄工所・春本鐵工所[注釈 2]共同企業体
- 架設工法 - フローティングクレーン一括架設工法
- 総事業費 - 33億円[1]

## 歴史
- 1992年（平成4年）1月31日 - 開通[1]
- 2008年（平成20年）9月8日 - 10月7日 : 通行料金無料化社会実験が行われる。6時 - 9時の間のみ全車種無料で通れた[3]。
- 2010年（平成22年）8月1日 - 和歌山県道路公社廃止に伴い無料開放[4]。

## 通行料金
下記は、有料当時のもの。料金所は南詰に設置されていた。その先の三叉路で本線（青岸橋）とランプとに分かれる。 
| 車両区分   | 通行料 |
| ---------- | ------ |
| 普通車     | 100円  |
| 中型車     | 100円  |
| 大型車     | 150円  |
| 軽自動車   | 100円  |
| 二輪自動車 | 100円  |
| 自転車     | 10円   |

## 名称について
標識では「紀の川河口大橋」、地形図や道路地図では「紀の川河口大橋」または「紀ノ川河口大橋」と表記されている事が多いが、石碑には愛称の「みなと大橋」と書かれている。

## 周辺施設
- 日本製鉄和歌山製鉄所
- 和歌山県道16号和歌山港線
- 南海電鉄和歌山港線 和歌山港駅
- 南海フェリー
- 花王和歌山工場